# Auguste Delagarde
Pour les articles homonymes, voir Delagarde.
Auguste-Marie-Balthazar-Charles Pelletier de Lagarde (dit en russe : Avgouste Ossipovitch Delagarde), né le 20 avril 1780 à Aspremont et mort le 5 avril 1834 à Paris, est un émigré français, ayant fui le pouvoir de Napoléon, puis général de l'armée impériale russe et ambassadeur de France en Espagne après être rentré en France en 1815, sous le règne de Louis XVIII.

## Biographie
Il est le fils de Joseph-François-Louis-Bonaventure Pelletier de La Garde et de Marie-Louise-Henriette-Françoise de Sauret de Baile d'Aspremont avec lesquels il émigra jeune hors de France. 
En Russie, il sert, en 1800, comme lieutenant dans ce que Paul Ier a reformé des troupes militaires de l'ordre de Saint-Jean de Jérusalem (dont il reçoit la décoration russe). Pelletier entre comme sous-lieutenant d'intendance le 21 septembre 1801 au service de Jean Thérèse de Beaumont d'Autichamp, de la cavalerie du Dniestr. 
En 1805, il participe à la Troisième Coalition et se bat à la Bataille d'Austerlitz.
En 1806, il entre au régiment des chasseurs de la garde et sert pendant la Quatrième Coalition.
En participant à la Guerre russo-suédoise de 1808-1809, le 20 mai 1808 lui a été accordé une épée d'or pour bravoure. Le 16 juillet, il est décoré de l'ordre de Saint-Georges, « une belle récompense pour le courage et la bravoure lors des batailles contre l'armée suédoise, les 13, 14 et 19 juin à Kuopio et sa valeur contre les ennemis ».
Pelletier de Lagarde combat en 1811, dans le régiment des chasseurs de la garde, à la Bataille de la Moskova où il est blessé d'une balle à la mâchoire.
Pendant la Sixième Coalition, il combat à Lützen, Bautzen et Kulm (reçoit la Croix de Kulm), ainsi qu'à Leipzig ; il poursuit la campagne en France, par les batailles de Vertu[réf. nécessaire], la Rothière, Fère-Champenoise. Il est nommé commandant du 48e régiment de chasseurs, le 14 août 1814, puis commandant de la brigade de chasseurs de la 17e division d'infanterie en devenant général.
Avec la chute de Napoléon, il rentre en France le 1er mars 1815 en démissionnant de l'Armée de Russie ; au service de Louis XVIII, Pelletier de Lagarde prend le commandement militaire de Nîmes, en particulier pour y calmer les tensions religieuses. Il devient ministre plénipotentiaire en Bavière en 1816 et ambassadeur en Espagne en 1822 ; il est fait baron-pair héréditaire en 1823 et récipiendaire de l'ordre de Saint-Louis.
Il meurt le 5 avril 1834 à Paris, en son domicile situé dans le 10e arrondissement.

## Distinctions
- Épée d'or (20 mai 1808)
- Chevalier de la Légion d'honneur (24 août 1820)
- Officier de la Légion d'honneur (1er mai 1821)
- Commandeur de la Légion d'honneur (31 octobre 1828)[3]